# Mutyzm wybiórczy
Mutyzm wybiórczy – zaburzenie lękowe, polegające na wybiórczości mówienia, przez co rozumie się to, że dziecko lub osoba dorosła mówi w pewnych sytuacjach, a milczy w innych. Milczenie nie wynika z niechęci do używania danego języka lub jego nieznajomości, lecz często z odczuwanego silnego lęku społecznego. Zaburzenie rozwija się zwykle we wczesnym dzieciństwie – między 2. a 5. rokiem życia, choć może również dotyczyć dorosłych.
Zalecane formy leczenia korzystają z technik psychoterapii behawioralnej (lub poznawczo-behawioralnej, jeśli wiek rozwojowy dziecka na to pozwala). Zaleca się, by w terapii pomagali rodzice, nauczyciele i inne ważne dla dziecka osoby. Z leków proponowane są selektywne inhibitory zwrotnego wychwytu serotoniny, choć nie ma wielu badań na temat ich efektywności.
W 2017 roku ukazał się podręcznik dla rodziców, nauczycieli i specjalistów autorstwa Marii Bystrzanowskiej opisujący to zaburzenie oraz metody terapeutyczne.

## Epidemiologia i etiologia
Mutyzm wybiórczy uważa się za dość rzadkie zaburzenie, a częstotliwość jego występowania nie była weryfikowana w badaniach epidemiologicznych. Szacuje się, że współczynnik chorobowości wynosi, w zależności od badanej populacji (np. klinicznej, szkolnej lub ogólnej), od 0,03% do 1%, a nawet 0,11–2,2%. Nie wygląda na to, by zaburzenie rozwijało się częściej u dziewczynek niż u chłopców. Zazwyczaj ma początek pomiędzy 2. a 5. rokiem życia, jednak diagnoza stawiana jest często dopiero w późniejszym wieku dziecka, kiedy zaburzenie mocniej się uwidacznia (np. podczas zajęć szkolnych).
Przyczyny mutyzmu wybiórczego nie są dobrze poznane. Wskazuje się, że niektóre cechy temperamentu i osobowości (jak zahamowanie behawioralne, wysoka neurotyczność czy nieśmiałość) mogą mieć związek z rozwojem zaburzenia. Ponadto, dziecko, obserwując, może przejąć zachowania rodziców, którzy sami wykazują się zahamowaniem społecznym. Rodziców takich opisuje się też jako nadopiekuńczych lub nazbyt kontrolujących. 
Zakłada się istnienie wspólnego podłoża genetycznego mutyzmu i fobii społecznej. W niedużych badaniach wykazano, że rodzice dzieci z mutyzmem wybiórczym, sami częściej cierpieli z powodu tego zaburzenia lub fobii społecznej. Część dzieci z mutyzmem wybiórczym może również częściej cierpieć z powodu opóźnień w rozwoju, zaburzeń rozwojowych lub mowy.

## Obraz zaburzenia i diagnoza
Dzieci dotknięte mutyzmem wybiórczym, nie inicjują mowy, ani nie odpowiadają, gdy mówią do nich osoby, przy których nie czują się wystarczająco komfortowo. Prowadzenie rozmów może być ograniczone jedynie do najbliższych członków rodziny. Dzieci mogą się nie odzywać nawet przy bliskich przyjaciołach lub krewnych drugiego stopnia, takich jak dziadkowie lub kuzyni. Niemniej jednak, zaburzenie to u różnych pacjentów może dotyczyć funkcjonowania w różnych sytuacjach. 
Mutyzm wybiórczy jest rozpoznawany, gdy dziecko lub osoba dorosła dysponuje prawidłowym lub zbliżonym do prawidłowego poziomem rozumienia mowy i posługiwania się mową. Wymaga to jednoznacznego potwierdzenia, że w niektórych sytuacjach dziecko lub osoba dorosła posługuje się mową w stopniu odpowiednim dla jego wieku, zaś w innych, specyficznych sytuacjach, kiedy mówienie jest oczekiwane, milczy. Głównym znakiem ostrzegawczym jest wyraźny kontrast w zdolności dziecka do interakcji z różnymi osobami, charakteryzujący się nagłym bezruchem i spiętym wyrazem twarzy, gdy oczekuje się, że będzie rozmawiać z kimś, kto znajduje się poza jego strefą komfortu. Dzieci mogą unikać wtedy kontaktu wzrokowego oraz:
- zachowywać się nerwowo, niespokojnie lub niezręcznie społecznie
- niegrzecznie, nie okazując zainteresowania lub nadąsać się
- lgnąć nadmiernie do osoby, przy której czują komfort
- być nieśmiałe i wycofane
- zachowywać się  w sposób sztywny, spięty lub niezdarny
- mogą być uparte lub agresywne[6].

Dzieci z tym zaburzeniem używają czasem niewerbalnych środków komunikacji (np. chrząkanie, gesty, pisanie) i mogą chętnie angażować się w sytuacje społeczne, w których mowa nie jest wymagana (np. role w przedstawieniach szkolnych, które nie wymagają wypowiadania się). Niektóre dzieci mogą odpowiedzieć kilkoma słowami lub mogą mówić zmienionym głosem, na przykład szeptem.
Zaburzenie często charakteryzuje się wysokim poziomem lęku społecznego. Z czasem osoba dotknięta mutyzmem, nauczy się przewidywać sytuacje, które wywołują lęk i może zacząć ich unikać. Konsekwencją tego mogą być gorsze wyniki szkolne, ponieważ nauczycielom często trudno będzie ocenić umiejętności dziecka, takie jak czytanie.
Cechy towarzyszące mutyzmowi selektywnemu mogą obejmować nadmierną nieśmiałość, strach przed społecznym zawstydzeniem, izolację społeczną, wycofanie, kurczowe trzymanie się dorosłych, cechy kompulsywne, negatywizm, napady złości lub łagodne zachowania opozycyjne. Dzieci z tym zaburzeniem mają na ogół normalne umiejętności językowe, choć czasami mogą występować towarzyszące zaburzenia komunikacji. W praktyce klinicznej mutyzmowi wybiórczemu towarzyszyć może diagnoza dodatkowego zaburzenia lękowego (najczęściej fobii społecznej).

### DSM-5
W piątym wydaniu DSM, mutyzm wybiórczy (kod 313.23) został umieszczony w grupie zaburzeń lękowych.
Kryteria diagnostyczne:
A – konsekwentny brak mowy w określonych sytuacjach społecznych, w których oczekuje się rozmawiania (np. w szkole), pomimo mówienia w innych sytuacjach.
B – zaburzenia przeszkadzają w osiągnięciach edukacyjnych, zawodowych lub w komunikacji społecznej.
C – zaburzenia trwają co najmniej jeden miesiąc (nie ograniczają się do pierwszego miesiąca szkoły).
D – brak mówienia nie wynika z braku znajomości danego języka lub braku komfortu w posługiwaniu się nim, wymaganego w danej sytuacji społecznej.
E – zaburzenia nie można lepiej wyjaśnić zaburzeniem komunikacji (np. dziecięcym zaburzenie płynności mowy) i nie występuje wyłącznie w przebiegu zaburzeń ze spektrum autyzmu, schizofrenii lub innego zaburzenia psychotycznego.

### ICD-11
W ICD-11 mutyzm wybiórczy (kod 6B06) opisywany jest jako zaburzenie charakteryzujące się:

(...) konsekwentną selektywnością w mówieniu, tak że dziecko wykazuje odpowiednie kompetencje językowe w określonych sytuacjach społecznych, zazwyczaj w domu, ale konsekwentnie nie mówi w innych, zazwyczaj w szkole. Zakłócenie trwa co najmniej jeden miesiąc, nie ogranicza się do pierwszego miesiąca nauki i jest na tyle poważne, że zakłóca osiągnięcia edukacyjne lub komunikację społeczną. Brak znajomości języka nie wynika z nieznajomości języka mówionego wymaganego w sytuacji społecznej (np. gdy innym językiem mówi się w szkole niż w domu), ani z niezadowolenia z używania tego języka.

Podobnie jak w DSM-5, mutyzm znajduje się w rozdziale opisującym zaburzenia lękowe.

## Leczenie
Zdarza się, że wraz z wiekiem zaburzenie przemija samoistnie, choć nie jest jasne czy w takich przypadkach możliwe są nawroty. U osób, które dodatkowo cierpią z powodu fobii społecznej, nawet po zaniku mutyzmu, mogą nadal manifestować się objawy lęku społecznego. Nieleczony mutyzm może również przetrwać do dorosłości. Niektórzy autorzy zalecają leczenie, nawet wówczas, gdy diagnoza nie została jeszcze w pełni potwierdzona.

### Psychoterapia
Zalecane są podejścia behawioralne/poznawczo-behawioralne, których celem jest ustalenie funkcji nieprzystosowawczych zachowań i stopniowa zmiana ich na inne. Techniki z terapii poznawczej wprowadzane są, gdy wiek rozwojowy dziecka na to pozwala. Rodzice, nauczyciele i inne ważne dla dziecka osoby powinni dodatkowo skorzystać z psychoedukacji i konsultacji psychologicznych na temat zaburzenia oraz współpracy podczas terapii. Czasami wykorzystywane są podejścia też psychodynamiczne i terapia rodzinna, ale prawie nie ma badań na temat ich skuteczności.
| Technika                                                       | Definicja / cel | Przykład |
| -------------------------------------------------------------- | --- | --- |
| Restrukturyzacja poznawcza (ang. cognitive restructuring)      | Nauczenie dziecka rozpoznawania i kwestionowania nieprzystosowanych myśli. | Wspieranie dziecka w identyfikowaniu powodów milczenia oraz w zrozumieniu, dlaczego wstrzymywanie się od wypowiedzi może nie być racjonalnym rozwiązaniem problemu.                                                          |
| Sterowanie uwarunkowaniami (ang. contingency management)       | Zapewnienie pozytywnym wzmocnień odpowiednich zachowań (np. werbalizacji). | Oferowanie dziecku pochwał, namacalnych wzmocnień (ang. tangible reinforcers; np. naklejki) lub wzmocnień w postaci aktywności (ang. activity reinforcers; np. wolny czas na smartfonie) za mówienie.                        |
| Rozproszona komunikacja (ang. defocused communication)         | Zapewnienie możliwości komunikowania się w sposób wygodny dla dziecka. | Unikanie kontaktu wzrokowego, siedzenie raczej obok niż naprzeciwko dziecka, utrzymywanie dystansu między sobą a dzieckiem.                                                                                                  |
| Ustalanie celów (ang. goal setting)                            | Identyfikowanie, komunikowanie i wspieranie celów behawioralnych, często w sposób stopniowy. | Współpraca z dzieckiem przy ustalaniu celu (np. rozmowa z jednym rówieśnikiem podczas zajęć w klasie) i pomoc dziecku w określeniu, co musi się wydarzyć, aby ten cel został osiągnięty.                                     |
| Hierarchiczna ekspozycja (ang. hierarchical exposure)          | Opracowanie gradientu sytuacji budzących lęk i doprowadzenie do tego, by dziecko napotykało kolejno na każdą z nich, zaczynając od tej, której bało się najmniej, a kończąc na tej, której bało się najbardziej. | Ćwiczenie przez dziecko mówienia w klasie 1) do nauczyciela z rodzicem w obecności, 2) do nauczyciela z rodzicem na korytarzu, 3) do samego nauczyciela, 4) do nauczyciela i innego ucznia, 5) do nauczyciela i całej klasy. |
| Modelowanie (ang. modeling)                                    | Pokazywanie pożądanego zachowania (np. przez terapeutę); w samo-modelowaniu – wielokrotne oglądanie przez dziecko samego siebie wykonującego pożądane zachowanie.                                                | Nagranie wideo dziecka rozmawiającego w klasie z rodzicem, a następnie odtworzenie tego nagrania, aby dziecko mogło je obserwować.                                                                                           |
| Torowanie behawioralne (ang. priming)                          | Umożliwienie dziecku podglądu działania lub oczekiwania przed ich wykonaniem. | Poinformowanie dziecka, że poprosisz je o odpowiedź na pewne pytanie podczas zajęć w dużej grupie. |
| Podpowiedzi (ang. prompting)                                   | Używanie werbalizacji lub gestów, aby zachęcić do wykonania docelowego zachowania. | Nakłanianie dziecka do mówienia; wskazywanie na swoje ucho, aby zachęcić dziecko do mówienia lub do mówienia głośniej. |
| Odgrywanie ról (ang. role-playing)                             | Stworzenie scenariusza i odegranie w nim roli przez dziecko w celu wyćwiczenia pożądanego zachowania. | Poproszenie dziecka, aby poćwiczyło mówienie do ciebie, jakbyś był kolegą z klasy. |
| Kształtowanie mowy (ang. shaping)                              | Wzmacnianie zachowań coraz bardziej podobnych do docelowego, pożądanego zachowania (np. stopniowe zwiększanie głośności wypowiedzi lub częstotliwości odpowiedzi werbalnych).                                    | Oferowanie dziecku pochwał, namacalnych wzmocnień lub wzmocnień w postaci aktywności za bezgłośne mówienie. |
| Trening umiejętności społecznych (ang. social skills training) | Uczenie dziecka umiejętności interpersonalnych. | Poinstruowanie dziecka, jak zainicjować interakcję z rówieśnikiem lub jak poprosić nauczyciela o pomoc |
| Wycofywanie bodźca (ang. stimulus fading)                      | Stopniowe przekształcanie komfortowych warunków w sytuację, której dziecko się obawia. | Stopniowe zwiększanie liczby osób obecnych lub zmniejszanie odległości, w jakiej znajdują się osoby, gdy dziecko mówi. |

| Sesja | Główne cele                                                            | Opis celów |
| ----- | ---------------------------------------------------------------------- | --- |
| 1     | Wprowadzenie                                                           | Przedstawienie ogólnego zarysu leczenia i rozpoczęcie zwiększania komfortu dziecka w nowej sytuacji. |
| 2     | Tabela uczuć, system nagród                                            | Wprowadzenie i przećwiczenie stosowania „tabeli uczuć”, dostosowanej do rozwoju dziecka subiektywnej jednostki miary dystresu. Zapoznanie dziecka i rodziny z systemem nagród behawioralnych w celu wzmocnienia zachowań związanych z mówieniem oraz pomoc w opracowaniu systemu dostosowanego do ich potrzeb. |
| 3     | Tabela klasowa i budowanie hierarchii ekspozycji                       | Zebranie informacji na temat werbalnego zachowania dziecka wobec rówieśników w klasie. Budowa „drabiny mówienia” lub hierarchii ekspozycji (stopniowana lista sytuacji związanych z komunikacją werbalną, nad którymi dziecko będzie pracować). |
| 4     | Przygotowanie do ekspozycji                                            | Przegląd przesłanek stojących za interwencjami w zakresie ekspozycji i rozpoczęcie od ekspozycji w trakcie sesji, które ukierunkują przyszłe ekspozycje w trakcie i poza sesją. Jeśli poziom rozwojowy dziecka jest wystarczająco wysoki, to na etapach interwencji wykorzystujących ekspozycję można dodać proste techniki restrukturyzacji poznawczej.                                                                                             |
| 5–9   | Początkowe (łagodne) ekspozycje                                        | Opracowanie, przeprowadzenie i przydzielenie ćwiczeń ekspozycyjnych w sytuacjach, w których dziecko ma trudności z mówieniem na lekcji i w innych miejscach (szkoła, dalsza rodzina, sąsiedztwo, itp.). |
| 10    | Podsumowanie na półmetku terapii                                       | Przegląd dotychczasowych postępów i przeszkód na drodze do sukcesu (np. nieprzestrzeganie przez nauczyciela lub rodzica zadań związanych z ekspozycją, problemy z programem nagród, brak generalizacji zachowań, opór dziecka). |
| 11–14 | Ekspozycje o średnim stopniu trudności                                 | Kontynuacja pracy nad ekspozycjami z hierarchii dziecka (z „drabiny mówienia”) z udziałem rodziny i nauczycieli. |
| 15    | Dalsze ekspozycje i wprowadzenie do koncepcji o przeniesieniu kontroli | Kontynuacja zadań związanych z ekspozycją i wprowadzenie pojęcia przekazania kontroli jako niezbędnego procesu, w którym odpowiedzialność za bieżącą pracę jest przekazywana rodzicowi i dziecku. Jest to istotne, ponieważ prawdopodobnie po zakończeniu formalnego leczenia praca terapeutyczna będzie kontynuowana przez rodzinę. Kolejne pomysły na ekspozycje pozasesyjne powinny być pozyskiwane w coraz większym stopniu od rodzicka/dziecka. |
| 16–17 | Zaawansowane ekspozycje i dalszy nacisk na przekazanie kontroli        | Praca nad bardziej zaawansowanymi zadaniami ekspozycji i większy nacisk na przekazywanie kontroli i odpowiedzialności za leczenie rodzinie, a także nauczycielowi, jeśli jest to możliwe. |
| 18–19 | Przegląd postępów / zaawansowane ekspozycje i przekazanie kontroli     | Rozpoznanie obszarów, w których nastąpił postęp i identyfikacja sytuacji, w których mówienie nadal sprawia trudności. Opracowanie strategii kontynuowania pracy w tych obszarach, szczególnie jeśli problemy skutkują upośledzeniem funkcjonalnym. Rodzina i / lub nauczyciel powinni zaproponować zadania ekspozycji w pozostałych obszarach, gdzie występują objawy zaburzenia.                                                                    |
| 20    | Zapobieganie nawrotom i zakończenie terapii                            | Przedstawienie dziecku karty postępów, aby docenić i wzmocnić jego osiągnięcia. Opracowanie listy pozostałych wyzwań i wspólne przeprowadzenie burzy mózgów, aby kontynuować pracę nad tymi obszarami. Przeanalizowanie strategii zapobiegania nawrotom. Wręczenie świadectwa ukończenia terapii i, jeśli czas na to pozwoli, zorganizowanie małej uroczystości.                                                                                     |

### Farmakoterapia
Dzieciom, szczególnie z objawami lęku lub fobii społecznej i które nie zareagowały pozytywnie na psychoterapię, proponuje się selektywne inhibitory zwrotnego wychwytu serotoniny (np. fluoksetyna), choć zaznacza się, że istnieje niewiele badań, które skupiają się na pacjentach z mutyzmem wybiórczym. Inną grupą leków, które testowane były w (bardzo małych) badaniach są inhibitory monoaminooksydazy.

## Klasyfikacja ICD10
| kod ICD10     | nazwa choroby                                                                                           |
| ------------- | --- |
| ICD-10: F94   | Zaburzenia funkcjonowania społecznego rozpoczynające się zwykle w dzieciństwie lub w wieku młodzieńczym |
| ICD-10: F94.0 | Mutyzm wybiórczy                                                                                        |